# Мутасьево
Мутасьево — село в Моршанском районе Тамбовской области России. Входит в состав Алкужборковского сельсовета.

## География
Село находится на берегу реки Цна, на расстоянии 12 км к северу от города Моршанск, административного центра района, и 95 км к северу от города Тамбов, административного центра района.

### Часовой пояс
Село Мутасьево, как и вся Тамбовская область, находится в часовой зоне МСК (московское время). Смещение применяемого времени относительно UTC составляет +3:00.

## Население
| 2002 | 2010 |
| ---- | ---- |
| 291  | ↘229 |

### Национальный состав
Согласно результатам переписи 2002 года, в национальной структуре населения русские составляли 99 % из 291 чел.